# 증산고등학교
증산고등학교(甑山高等學校)는 대한민국 경상남도 양산시 물금읍 가촌리에 있는 공립 고등학교이다.

## 학교 연혁
- 2019년 10월 1일 : 증산고등학교 설립인가
- 2023년 3월 1일 : 제1대 임성택 교장 취임
- 2023년 3월 1일 : 개교
- 2023년 3월 2일 : 제1회 입학식(12학급 401명)
- 2023년 9월 1일 : 자율학교 지정(2026.02.28. 까지)

## 참고 자료
- 증산고등학교 - 한국교육학술정보원 학교알리미